# Chronotherapie
Chronotherapie is een van de behandelmethoden dat mogelijkheid bied tot een (tijdelijke) oplossing voor het vertraagde-slaapfasesyndroom (Engels: delayed sleep-phase syndrome - DSPS). Chronotherapie bestaat uit het aanpassen van de interne biologische klok, door het dagelijks verplaatsen van de slaap- en waaktijden door later naar bed te gaan en later op te staan, totdat de gewenste kloktijd van het slapen en waken bereikt is. Naast een chronische slaapstoornis hebben ook andere biologische processen in het lichaam vaak een verstoord ritme, bijvoorbeeld de hartslag en bloeddruk, die daardoor ook van slag kunnen raken, doordat men bijvoorbeeld te lang opblijft of in de nacht in een te verlichte ruimte verblijft (als voorbeeld is gebruik gemaakt van 4 uur 's nachts, dit is de gemiddelde tijd dat patiënten met DSPS meestal pas naar bed gaan). Hierdoor is het van belang dat men bij chronotherapie de afgesproken tijd van naar bed gaan én uit bed komen strikt aanhoudt, om terugval te voorkomen. 

## Voorbeeld van vastgestelde slaap en waak tijden
Het hierop volgend 14 daagse tijdschema is een voorbeeld hoe chronotherapie in zijn werk gaat. De patiënt zal steeds iedere dag 3 uur later moeten gaan slapen, totdat de gewenste slaap- en waaktijd is bereikt. Regelmatig gebeurt het dat nadat het gewenste patroon is bereikt, de discipline verslapt en het slapen en dit niet meer in de gaten houdt. Een terugval is dan vaak onvermijdelijk. Patiënten die aan DSPS lijden, zullen zich dan ook na deze 14 dagen discipline moeten opleggen door vaste tijden aan te houden, zodat er geen terugval kan komen.     
- Dag 1: slapen om 04:00u tot 12:00u
- Dag 2: slapen om 07:00u tot 15:00u
- Dag 3: slapen om 10:00u tot 18:00u
- Dag 4: slapen om 13:00u tot 21:00u
- Dag 5: slapen om 16:00u tot 00:00u
- Dag 6: slapen om 19:00u tot 03:00u
- Dag 7 t/m 13: slapen om 22:00u tot 06:00u
- Dag 14 en erna: slapen om 23:00u tot 07:00u

## Andere vorm van chronotherapie SDPA
Een andere vorm van chronotherapie is de gecontroleerd slaaptekort in geavanceerde fase (Engels: sleep deprivation with phase advance - SDPA). Hierbij is het de bedoeling om de gehele nacht en dag (24 uur) wakker te blijven om dan vervolgens 1:30 uur eerder naar bed te gaan dan dat men normaal gebruikelijk naar bed zou gaan (4:00 wordt dan 2:30), die tijd moet men dan een week lang vasthouden om steeds naar bed te gaan. Na die week vervroegt men dit wederom met 1:30 uur een week lang, net zo lang tot men de gewenste slaaptijd heeft bereikt.